# Warner Bros. International Television Production

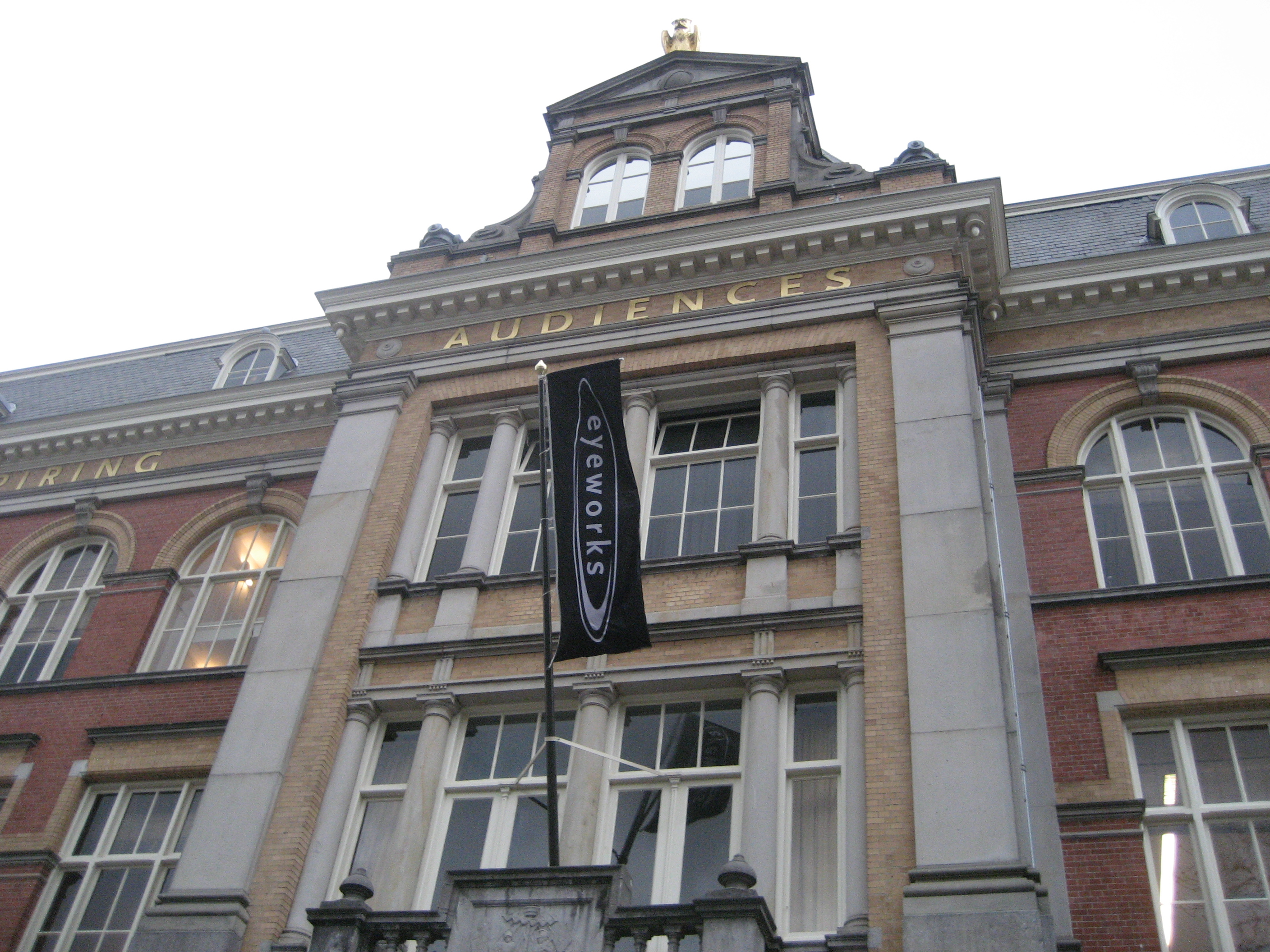
Firmenhauptsitz in Amsterdam

Warner Bros. International Television Production (bis Mai 2015: Eyeworks, kurz auch: Warner Bros. ITVP, WBITVP) ist eine unabhängige, international operierende Fernsehproduktions- und Entwicklungsfirma, deren Fernsehformate in mehr als 50 Ländern weltweit vertrieben und ausgestrahlt werden. Am 11. Februar 2014 kündigte Warner Bros. Television an, alle Tochterunternehmen der Eyeworks Fernsehproduktionsfirmen in insgesamt 15 Ländern zu 100 % zu übernehmen. So wurde im Mai 2015 auch Eyeworks Germany schließlich in Warner Bros. International Television Production Deutschland GmbH (kurz: WBITVP) umbenannt.

## Firmengeschichte und Firmenstruktur

### Eyeworks Holding B.V.
Der Sitz des Unternehmens ist Amsterdam (Niederlande), mit Tochterunternehmen in Deutschland, Schweiz, Belgien, Schweden, Dänemark, Großbritannien, Spanien, Portugal, Italien, Argentinien, Chile, Neuseeland, Australien und USA. Die niederländische Eyeworks Holding B. V. wurde 2001 von Reinout Oerlemans (ein ehemaliger Schauspieler und Fernsehmoderator) gegründet und ist eine der führenden Produktionsfirmen in den Niederlanden. Bekannt wurde Eyeworks durch das internationale Fernsehformat Test The Nation, welches unter anderem mit der Rose d’Or 2005 in Luzern prämiert wurde. Die deutsche Filmproduktionsfirma Cologne Gemini Film, die 1988 von Gerhard Schmidt und Micha Terjung gegründet wurde, wurde im Oktober 2008 von Eyeworks übernommen. Die Geschäftsführer Gerhard Schmidt und Micha Terjung stiegen Ende 2011 aus dem Unternehmen aus, arbeiten seitdem jedoch weiterhin mit der Warner Bros. ITVP Deutschland GmbH zusammen.
International hatte die Cologne Gemini Film mit europäischen und nordamerikanischen Partnern in den vergangenen 20 Jahren mehr als 50 meist englischsprachige Filme hergestellt – darunter die Kinofilme Lornas Schweigen, Boat Trip und Baby, I Am Dina, die Fernsehfilme Mary Higgins Clark Collection, Konsalik Collection, die Fernseh-Miniserien Die Bockreiter, Die Schöne Macht Der Sinne sowie die Dokumentarfilme Marlene Dietrich – Her Own Song, Tagebuch Der Letzten Helden, Westernhagen.
In den Niederlanden produziert Eyeworks Sports viele große Sportevents wie Fußball für private und öffentlich-rechtliche Sender. Außerdem ist Eyeworks als Spielfilmproduzent tätig, unter anderem mit den Filmen Totgemacht – The Alzheimer Case und dem Oscar-prämierten Antonias Welt sowie Love Life – Liebe trifft Leben, der mit über einer Million Kinobesuchern zu den erfolgreichsten Filmen in den Niederlanden zählt. Des Weiteren produzierte Eyeworks die Kino-Verfilmungen der populären Serie New Kids: New Kids Turbo und New Kids Nitro.

### Warner Bros. International Television Production Deutschland GmbH
Warner Bros. International Television Production Deutschland GmbH (WBITVP Deutschland) ist eine Tochtergesellschaft von Time Warner Inc. – einem der größten weltweit operierenden Medienkonzerne.
WBITVP Deutschland ist ein unabhängiges Produktionsunternehmen mit Sitz in Köln. Das Unternehmen entwickelt und produziert TV-Shows, Realityformate, Docutainment, Comedy, Serien und Movies für viele öffentlich-rechtliche und private deutsche Sender, sowie für die Schweiz und Österreich.
Gegründet wurde das Unternehmen ursprünglich im Jahr 2001 als Tochterunternehmen der RTL Television GmbH mit Kai Sturm als Geschäftsführer. Im Jahre 2003 erfolgte der Einstieg der niederländischen Eyeworks B.V., seit 2005 war Eyeworks B.V. die alleinige Gesellschafterin der deutschen Tochtergesellschaft mit Oliver Fuchs als Geschäftsführer. Zu September 2012 verließ Fuchs das Unternehmen. Die Geschäftsführung wurde von René Jamm, der seit 2008 als Creative Director im Unternehmen beschäftigt ist, und Martin von Winterfeld übernommen. Jamm erhielt den Titel des CEO, von Winterfeld betreute, bis zu seinem Ausscheiden aus der Firma im März 2015, als COO die operativen Geschäfte.
2014 übernahm Warner Bros. die gesamte Eyeworks Gruppe in allen Ländern außerhalb der USA, die Namensänderung fand im Mai 2015 statt.

## Produktionen

### Unterhaltungsformate (Fernsehshows, Reality-TV u. a.)
- Adam sucht Eva – RTL
- Austria’s New Football Star Puls 4, Österreich
- Alles typisch! Der große Klischee-Test – Sat.1
- Bares für Rares
- Die Guinness Show – RTL II
- Der Schwächste fliegt – RTL, mit Sonja Zietlow
- Das Schrotthotel – ZDFneo
- Der Klassenclown – RTL
- Deutschlands klügste Kinder – RTL
- Die 10 … – RTL
- Die 25 … – RTL
- Die Küchenchefs – VOX
- Disney Magic Moments – Disney Channel
- Der Restauranttester
- Einundzwanzig – RTL, mit Hans Meiser
- Experiment Inkognito – kabel eins
- Extrem Schwer
- Geboren 2010 – WDR
- Goodbye Deutschland – VOX
- Großstadtliebe – RTL
- Große Städte, Große Träume – ZDFneo
- Gülcan und Collien ziehen aufs Land – ProSieben
- Hape Kerkeling Live! – mit Hape Kerkeling (RTL), Hape Kerkeling solo
- Ich weiß, wer gut für dich ist – Das Erste
- Mein erstes Leben – RTL
- Meine Welt – ZDFneo
- Mitternachtsspitzen – WDR
- Rach, der Restauranttester – RTL
- Rach’s Restaurantschule – RTL
- Sag’s nicht der Braut – RTL II
- Schick & Schön – ZDF
- Schwiegertochter gesucht – RTL
- Süß & Lecker – WDR
- Traumfrau gesucht – RTL II
- Test the Nation – RTL II
- Wie die Wilden – Sat.1, basierend auf Eyeworks’ Ticket To The Tribes
- Renn zur Million … wenn Du kannst! – ProSieben[6]

### Filme
- Alter vor Schönheit – ZDF
- Berlin 36 – (Kino)
- Bernds Hexe RTL
- Boat Trip (Kino)
- Blast (Kino)
- Der Stinkstiefel – ZDF
- Der Dativ ist dem Genitiv sein Tod – WDR
- Ein Zwilling ist nicht genug – Sat.1
- Friesland – ZDF
- Glückstreffer – Anna & der Boxer – Sat.1
- Liebestod – ARD
- Merrit Cremer – ARD
- Der Schwarzwaldhof – ARD
- Scheidung für Fortgeschrittene – ZDF
- Was liest Du – WDR, mit Jürgen von der Lippe
- Aus dem Leben – MDR/ORF

## Kritik
Am 12. Mai 2016 geriet die deutsche Tochtergesellschaft des Produktionsunternehmens in die Kritik, bei der Produktion der Sendung Schwiegertochter gesucht die Kandidaten auszunutzen. Das Neo Magazin Royale schleuste dazu einen Bewerber in die Sendung ein, der von einem Schauspieler verkörpert wurde, und dokumentierte die Gespräche zwischen Produzenten und vermeintlichen Kandidaten. In der Sendung vom 12. Mai 2016 wurde der Bericht unter der Bezeichnung #Verafake ausgestrahlt.
Nur rund zwei Wochen später, am 22. Mai 2016, geriet die Produktionsfirma erneut in die Kritik. Bei der Aufzeichnung einer Quiz-Show für RTL II waren Komparsen beispielsweise als Radiomoderatoren dargestellt worden, obwohl sie dies gar nicht sind. Das Unternehmen hatte zwar echte Radiomoderatoren gebucht, die an dem Musik-Quiz teilnehmen, offenbar aber nicht genügend gefunden. Der Radiomoderator Christian Semmet machte das Vorgehen nach der Aufzeichnung öffentlich, woraufhin der Sender die Ausstrahlung der Show absagte.